# AIEAOA
AIEAOA ist ein Fusion-Lied des Musikprojektes Yamasuki aus dem Jahr 1971, das insbesondere in der Version der südafrikanischen Sängerin Velile Mchunu im Rahmen der Fußball-Weltmeisterschaft 2010 erfolgreich war.

## Geschichte
Anfang der 1970er Jahre brachten der Franzose Daniel Vangarde (eigentlich Daniel Bangalter) und der Belgier Jean Kluger ein gemeinsames Konzeptalbum mit dem Titel Le monde fabuleux des Yamasuki heraus. Das Album enthielt japanisch klingende Musik mit japanisch klingenden Pseudotexten. Als Yamasuki’s (ein Kunstwort zusammengesetzt aus Yamaha und Suzuki) veröffentlichten sie 1971 europaweit das Stück A I E A O A.

## Black Blood-Version
Vier Jahre später wurde der Song von der belgischen Band Black Blood, deren Produzent Jean Kluger war, mit einem Text in einem Swahili-Dialekt versehen und als Single unter dem Titel A. I. E. (Mwana) veröffentlicht. Das Lied wurde ein internationaler Discohit und erreichte in Deutschland 1975 Platz 24 der Charts.
| ChartsChartplatzierungen | Höchstplatzierung | Wochen |
| ------------------------ | ----------------- | ------ |
| Deutschland (GfK)        | 24 (15 Wo.)       | 15     |

## Helele

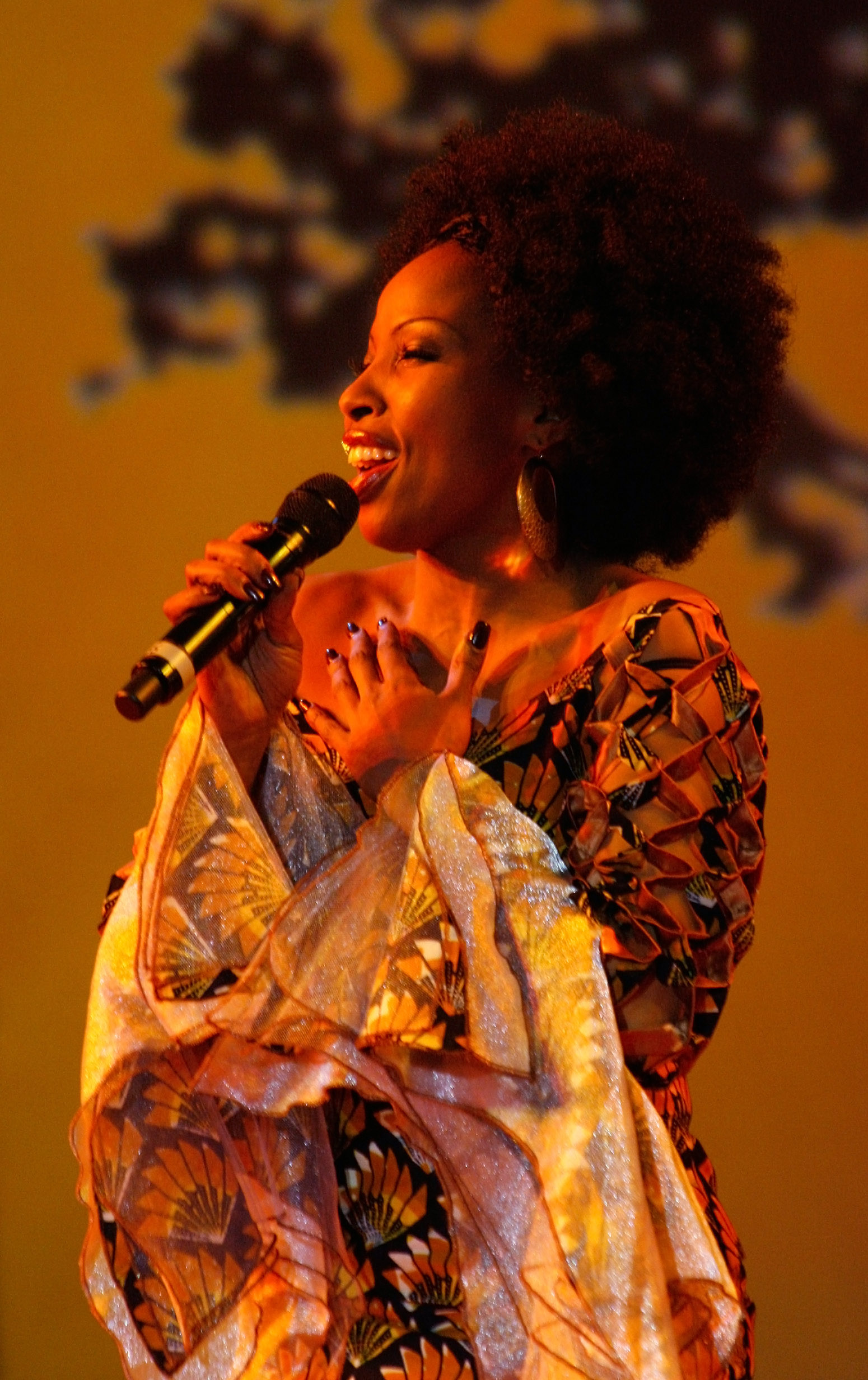
Velile (2010)

Im Vorfeld der Fußball-Weltmeisterschaft 2010 in Südafrika erinnerte sich die Südafrikanerin Velile Mchunu, die als Musicaldarstellerin in Der König der Löwen in Deutschland bekannt geworden war, zusammen mit ihrem Produzententeam Elephant Music und ihrer Plattenfirma Universal Music dann wieder an dieses Lied. Für den rhythmischen Hintergrund konnten sie die beiden Percussionisten des Safri Duos gewinnen. Die beiden Dänen waren 2000 mit Played-A-Live (The Bongo Song) bekannt geworden, das unter anderem bei der Eröffnung der Olympischen Sommerspiele in diesem Jahr aufgeführt worden war. Velile schrieb einen neuen Text in ihrer Muttersprache isiZulu und so entstand Helele. Sowohl RTL als auch das Schweizer Fernsehen verwendeten das Lied zur Untermalung ihrer WM-Berichterstattung. In der Schweiz erreichte Helele im Laufe der WM Platz 1 der Charts, in Deutschland kam es auf Platz zwei.
Chartplatzierungen
| ChartsChartplatzierungen | Höchstplatzierung | Wochen |
| ------------------------ | ----------------- | ------ |
| Deutschland (GfK)        | 2 (35 Wo.)        | 35     |
| Österreich (Ö3)          | 8 (24 Wo.)        | 24     |
| Schweiz (IFPI)           | 1 (18 Wo.)        | 18     |

| ChartsJahrescharts (2010) | Platzierung |
| ------------------------- | ----------- |
| Deutschland (GfK)         | 14          |
| Österreich (Ö3)           | 33          |
| Schweiz (IFPI)            | 12          |

Auszeichnungen für Musikverkäufe
Helele wurde in der Schweiz und in Deutschland mit je einer Platin-Schallplatte ausgezeichnet.
| Land/Region        | Auszeichnungen für Musikverkäufe (Land/Region, Auszeichnung, Verkäufe) | Verkäufe |
| ------------------ | ---------------------------------------------------------------------- | -------- |
| Deutschland (BVMI) | Platin                                                                 | 300.000  |
| Schweiz (IFPI)     | Platin                                                                 | 30.000   |
| Insgesamt          | 2× Platin ·                                                            | 330.000  |

## Weitere Coverversionen
Anfang der 80er Jahre nahm die Girlband Bananarama den Song für eine Demosingle und hatte damit ihren ersten Hit. In den USA waren sie mit Aie a mwana 1981 auf Platz 66 der Dance-Charts platziert.
In den 80er Jahren nahmen auch Ottawan (auf Englisch als A.I.E. Is My Song, 1982) und La Compagnie Créole („A.I.E A Moun’la“, 1987), beide produziert von Vangarde und Kluger, das Lied auf.
Danach wurde es ruhiger um das Lied, abgesehen von einer Neuaufnahme von Black Blood im Jahr 1999, die noch Beachtung fand.
- A. I. E. (Mwana) / James Last (1975)
- A. I. E. (A Mwana) / Chocolat’s (1977)
- Aie a mwana / Bananarama (1981)
- A. I. E. A Moun’la / La Compagnie Créole (1987)